# 2020년 하계 올림픽 안도라 선수단
2020년 하계 올림픽 안도라 선수단은 단 두 명이다. 2020년 하계 올림픽 육상 남자 800m에 폴 모야(Pol Moya), 2020년 하계 올림픽 카누 슬라럼에 모니카 도리아 빌라루블라(Monica DORIA VILARRUBLA)가 출전하였다. 안도라는 유럽의 카탈루냐와 프랑스 사이에 있는 공국이다.

## 출전 선수
아래 목록은 하계 올림픽에 참가한 안도라 선수들의 수이다.
| 종목 | 남자 | 여자 | 총합 |
| ---- | ---- | ---- | ---- |
| 육상 | 1    | 0    | 1    |
| 카누 | 0    | 1    | 1    |
| 총합 | 1    | 1    | 2    |

## 출전 종목

### 육상
안도라는 IAAF에서 육상 종목에 기본 출전권 2명, 남자 1명과 여자 1명씩을 받았다. 하지만 안도라는 남자 1명만 본선에 진출시켰다.
성적
| 선수    | 부문      | 본선    | 본선 | 준결선        | 준결선        | 결선          | 결선          |
| 선수    | 부문      | 결과    | 순위 | 결과          | 순위          | 결과          | 순위          |
| ------- | --------- | ------- | ---- | ------------- | ------------- | ------------- | ------------- |
| 폴 모야 | 남자 800m | 1:47:44 | 7    | 진출하지 못함 | 진출하지 못함 | 진출하지 못함 | 진출하지 못함 |

### 카누
안도라는 2019년 스페인 라세우두르젤에서 열린 2019년 ICF 카누 슬라럼 세계 선수권 대회에서 올림픽 예선 통과 기준을 만족하면서 여자 K-1과 여자 C-1 부문에서 본선 1척 출전권을 얻으며 12년만에 처음으로 올림픽 카누 본선에 진출하였다.
성적
| 선수                     | 부문            | 예선     | 예선 | 예선     | 예선 | 예선      | 예선 | 준결승 | 준결승 | 결승          | 결승          |
| 선수                     | 부문            | 1차 시기 | 순위 | 2차 시기 | 순위 | 최고 점수 | 순위 | 시간   | 순위   | 시간          | 순위          |
| ------------------------ | --------------- | -------- | ---- | -------- | ---- | --------- | ---- | ------ | ------ | ------------- | ------------- |
| 모니카 도리아 빌라루블라 | 슬라럼 여자 K-1 | 110.57   | 11   | 110.54   | 13   | 110.54    | 14 Q | 118.15 | 16     | 진출하지 못함 | 진출하지 못함 |
| 모니카 도리아 빌라루블라 | 슬라럼 여자 C-1 | 113.78   | 6    | 119.69   | 14   | 113.78    | 9 Q  | 128.32 | 11     | 진출하지 못함 | 진출하지 못함 |